# Tractat de la Haia (1795)
El Tractat de la Haia de 1795 és un tractat de pau signat el 16 de maig d'1795 a la ciutat neerlandesa de la Haia entre representants de la República Batava i la República Francesa. Basant-se en els termes del tractat, la República Batava va cedir a França els territoris de Maastricht, Venlo i Flandes Zeeland. A més, l'acord va establir una aliança defensiva entre les dues nacions, que va implicar ràpidament els Països Baixos en la guerra contra Gran Bretanya i Àustria. A més, els holandesos van acordar pagar una indemnització de 100 milions de florins per la seva part a la guerra de la Primera Coalició i proporcionar a la República Francesa un gran préstec contra un tipus d'interès baix. Els "forts barrera" dels antics Països Baixos austríacs van ser desmantellats. El port de Flushing s’havia de situar sota un co-domini. Finalment, en una clàusula secreta, els holandesos van acordar pagar un exèrcit francès d'ocupació de 25.000 fins que acabés la guerra.

## Antecedents
L'1 de febrer de 1793 la Convenció Nacional de França va declarar la guerra al Regne Unit de la Gran Bretanya i Irlanda així com als seus aliats, les Províncies Unides encapçalades pel estatúder Guillem V d'Orange-Nassau. El 8 de gener de 1795 l'exèrcit del General Jean-Charles Pichegru va travessar el riu Waal gelat, i prengué el control d'Amsterdam en nom de la República Batava, estat tributari de França, i fent fugir a Guillem V a l'exili el 18 de gener del mateix any.

## Ocupació francesa
El 3 de febrer es va proclamar el naixement de la República Batava. Els ocupants francesos però es van negar a reconèixer aquest nou sense un tractat de pau, una actitud que va ser vista com una traïció, però en la qual es va amagar la normal intenció de continuar la lliure ocupació militar, amb el consegüent poder il·limitat per part de la Convenció Terminoriana.

## El tractat de pau
Les negociacions que van conduir a la signatura del Tractat, el 16 de maig de 1795 van imposar un tractat de pau molt dur per a castigar que els Països Baixos participessin en la Primera Coalició que va incloure: la continuació de l'ocupació militar (amb un petit exèrcit de 25.000 homes), el protectorat (en la forma d'una aliança militar defensiva i ofensiva), una contribució única de 100 milions de florins (una gran quantitat) i la venda de les províncies al sud del Rin i Mosa: el Flandes Zelandès, la ciutat de Maastricht i Venlo.